# Ozu Jaszudzsiró
Ozu Jaszudzsiró (japánul: 小津 安二郎, Hepburn-átírással: Ozu Yasujirō, Tokió, 1903. december 13. – Tokió, 1963. december 12.) japán filmrendező, forgatókönyvíró. A japán filmművészet egyik legnagyobb klasszikusa, az első filmrendező, akit tagjai közé választott a Japán Irodalmi és Művészeti Akadémia.

## Élete
Tokió Fukagava negyedében született. Az apja műkereskedő volt, a család öt gyereke közül Ozu volt a második. A legkisebb húga megszületése után, 1913-ban az apja a szüleihez küldte a feleségét és a gyermekeit Macuszakába. Ozu, miután kikerült az apai szigor alól, önfejű iskolakerülővé vált, aki mindig kiügyeskedte magának, amit akart. A családja Kóbéban beíratta a kereskedelmi iskolába, de Ozu ahelyett inkább moziba járt. Rajongott a nyugati filmekért és a modern japán irodalomért. A tanulmányai befejeztével 1922-től vidéken segédtanítói állást vállalt. A következő évben a családja visszaköltözött Tokióba, ahová hamarosan ő is utánuk ment. Itt a nagybátya segítségével sikerült állást szereznie a Socsiku stúdióban.
Segédoperatőr lett, egészen addig, amíg be nem hívták katonának. Kétéves katonai szolgálatának a felét gümőkórt szimulálva kórházban töltötte. Ezután 1926-ban a nonszensz komédiák specialistája, Ókubo Tadamoto asszisztense lett. Ozu a következő évben debütált filmrendezőként. Ekkor forgatta az egyetlen kosztümös filmjét, A bűnbánás kardját. A forgatást azonban nem tudta befejezni, mert ismét behívták katonának. A filmezéshez 1928-ban térhetett vissza. Gyors egymásutánban rendezte amerikaias tucatvígjátékait. Ezekben az években alakította ki állandó stábját, aminek a tagjaival később a társadalmi mondanivalókat feszegető, nagy realista alkotásaival remekelt.
A harmincas évek elején fokozatosan, ódzkodva tért át a hangos filmre. Az első ilyen jellegű filmtörténeti jelentőségű munkája az Egyetlen fiú volt 1936-ban. 1937-ben aztán ismét behívták, ezúttal a Kína elleni hadjárat miatt mozgósították a lakosságot, csak két év múlva térhetett haza. A második világháború alatt haditudósító volt Szingapúrban. A katonai szolgálatnak köszönhetően elkerülte a propagandafilmek készítését. Az 1941-ben forgatott Toda testvérekben is csak háttérül használta a háborút egy gazdag polgárcsalád történetéhez. Szingapúrban lehetősége volt arra, hogy megnézze a hadsereg által lefoglalt amerikai filmeket. A háború után angol hadifogságba esett, ahonnan 1946-ban szabadult.
A következő években egymás után rendezte nagy realista filmjeit, amik egyre komorabbak lettek. Sohasem házasodott meg, agglegényként élte az életét 1934-ben megözvegyült anyjával. Ő volt az első filmrendező, akit a Japán Irodalmi és Művészeti Akadémia a tagjai közé választott. Nem sokkal az édesanyja után halt meg, rákban.

## Művészete

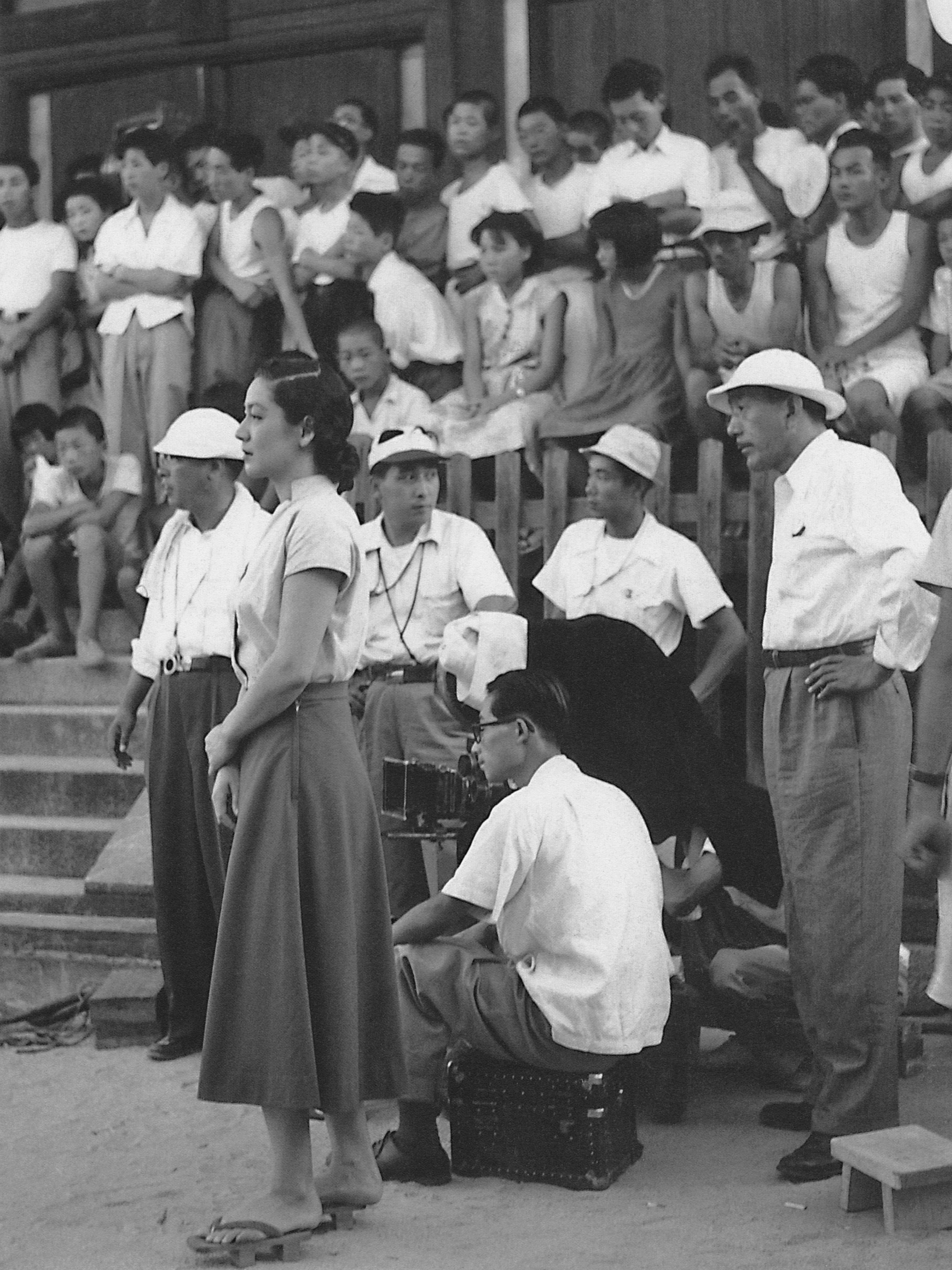
Ozu a Tokiói történet forgatásán, 1953

Ozu formanyelve és témaválasztása egyaránt stílusteremtő volt, ezeket több nyugati rendező kultikus tisztelete is övezte. A filmjei visszatérő központi témája a japán család, annak felbomlása, a családtagok egymáshoz való viszonya, a nemzedékek közti ellentét és kapcsolat. A formanyelvét és az eszköztárát folyamatosan egyszerűsítette. A kameraállványát maga tervezte, és az arra helyezett kamerát mindig a tatamin ülő ember szemszögébe állította be. Szinte minden kameramozgást megszüntetett, hosszú, állóképszerű beállításokat alkalmazott. Nagy gondot fordított a részletekre: a filmjei jelmezein és díszletein mindig saját kezűleg végezte el az utolsó simításokat.
Az alkotásai mellőzik a nagy, drámai jeleneteket. Ehelyett az apró részletek bemutatására helyezte a hangsúlyt, ezért a filmjei meglehetősen lassú folyásúak. A rendező szinte valamennyi filmje a mindennapi élet síkján mozgó kisemberrel foglalkozik; sokan a Japánban olyannyira népszerű somin-geki megteremtőjének tartják. Az alkotásai a szegénység szorításáról, a kitörési kísérletek lehetetlenségéről, a megaláztatásról és a kompromisszumról szólnak. Az egyes képsorok úgy ismétlődnek bennük, ahogy azt az élet is megteremti az azonos környezetben élők számára.
A fent elmondottak elsőként Ozu két, 1929-ben készített filmjében jelentek meg erőteljesen: Az egyetemet elvégeztem de… és az Egy tisztviselő élete címűekben. Ezen alkotások kispolgári tematikájára rímel a Kórus Tokióról (1931) és a Megszülettem, de… (1932), amelyek már átmenetet jelentettek a hangosfilmhez. Ozu rajongott a nyugati, elsősorban az amerikai filmekért, a szakmát is az amerikai burleszknek megfelelő japán nonszensz komédiákban (nanszenszu-mono) tanulta meg. Már a korai, 1928-tól rendezett, amerikaias vígjátékaiban is megmutatkozott zseniális megfigyelőképessége, azonban a művészete később a realista somin-geki műfajban bontakozott ki.
A Kórus Tokióról nagyon jól érzékelteti a japán és a nyugati filmművészet közti különbséget. Ez az alkotás már nem az anyagi nehézségekről szól, mint a rendező korábbi művei, hanem arról, hogyan válik a tehetetlen hős kiszolgáltatott senkivé, hogyan veszíti el a családja és a környezete megbecsülését. A Megszülettem, de… eredetileg vidám vígjátéknak készült gyerekekről, majd egyre komorabb film lett belőle a felnőttek világáról. A történet szerint egy tisztviselő két fia a véletlennek köszönhetően felfedezi, hogyan hajbókol az apjuk a főnöke előtt. Mikor kérdőre vonják emiatt, végül megmondja nekik az igazságot: azért kénytelen megalázkodni, hogy legyen mit enniük.

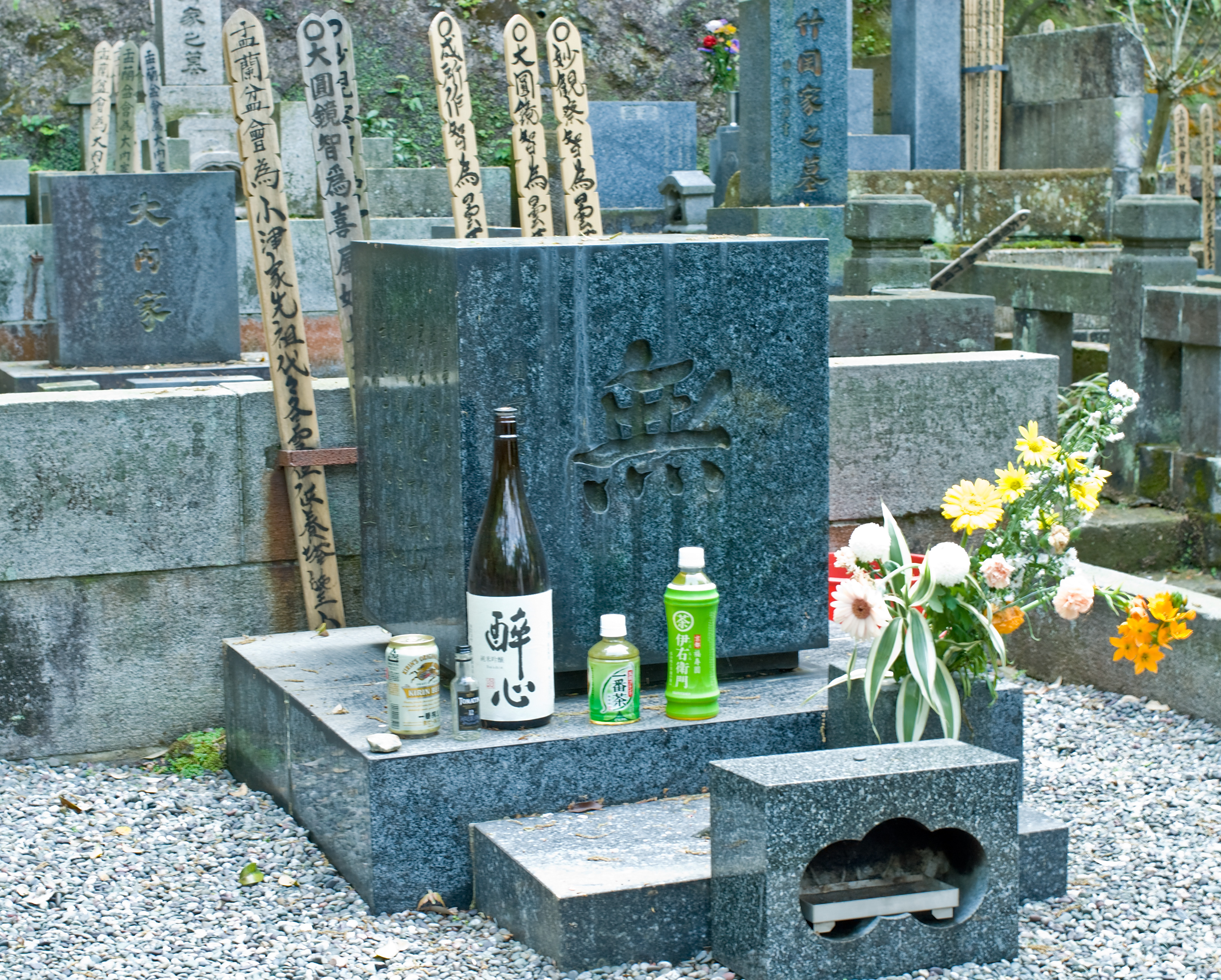
Ozu síremléke

Az 1930-as években Ozunak is szembe kellett néznie a hangosfilm gyors térhódításával. Mivel az első hangosfilmkísérlete (Míg újra találkozunk, 1932) még erőtlen volt, és nagyot bukott, ezért ezt némafilmek egész sora követte. A 30-as években készített némafilmjei a lump rétegek felé fordultak, és csak igen mérsékelt sikereket aratott azokkal. Ozu első filmtörténeti jelentőségű hangosfilmje az 1936-ban forgatott Egyetlen fiú volt. A film egy selyemszövödében dolgozó anya és az egyetlen fia kapcsolatát mutatja be. Ezt az alkotást sokan tartják a harmincas évek egyik kulcsfilmjének, mivel a rendező olyan hűen festette le abban az átlagemberek lelkivilágát. Ozu ebben a filmjében fejlesztette a legmagasabb szintre a köznapi lét szintjén való ábrázolásmódot.
A háború utáni években készült filmjeiben aztán a nyomor helyére fokozatosan az elidegenedés bemutatása lépett. Ez lett a főtémája az európai kritikusok által a legtöbbre tartott filmjének, a Tokiói történetnek is. A film arról szól, hogy egy idős házaspár meglátogatja Tokióban élő gyerekeit. Miután az unokák egyre nyíltabban fejezik ki az irántuk érzett ellenszenvüket, a gyerekeik is egyre kevésbé leplezik, mennyire feleslegesnek érzik a szüleik jelenlétét. A film története rövid, és nincs benne semmi drámai. Még az anya halála sem az, mert az demonstratívan, szép csendben történik meg. Ozu a mikrorealisztikus társadalomábrázolást a színészi játékkal, az atmoszféra megteremtésével, a köznapi események bemutatásával és ezek részletes kidolgozásával valósította meg.
A rendező későbbi alkotásainak alapmodelljévé azonban nem a Tokiói történet, hanem a négy évvel korábban született Tavaszutó (1949) szolgált. A történet szerint egy özvegy egyetemi tanár elhiteti húszas évei végén járó lányával, hogy újra meg fog nősülni, miután őt is kiházasította. Ozu ebben az alkotásában sikeresen számolta fel az élet igazságait elleplező drámai elemeket, ezáltal bontakoztatva ki a szereplők személyiségét, teremtve meg a melankólia és a boldog belenyugvás légkörét.
A rendező kétszer is átdolgozta a Tavaszutó alapötletét, az ez után írt filmjei pedig mindig egy téma körül forognak. Ozu, ahogy öregedett, egyre gyakrabban ismételte a filmjei témáját, helyszíneit, a szereplők típusait és a neveket is. Emellett azonban egyre igényesebbé váltak a filmjei, egyre nagyobb hangsúlyt fektetett a részletek kidolgozására. Sikerült leraknia annak a nemzeti filmművészetnek az alapjait, amire egy egész generáció építhetett.

## Filmjei
- Zange no jaiba (A bűnbánat tőrszúrása, 1927)
- Vakodo no jume (Ifjonti álmok, 1928)
- Kabocsa (A tök, 1928)
- Hikkosi fufu (Költöző házaspár, 1928)
- Nikutaibi (Testi szépség, 1928)
- Takara no jama (Kincses hegy, 1929)
- Vakaki hi (Az ifjúság napjai, 1929)
- Vaszei kenka tomodacsi (Japán módra küzdő barátok, 1929)
- Daigaku va detakeredo… (Diplomás vagyok, de…, 1929)
- Kaisain szeikacu (Egy irodista élete, 1929)
- Tokkan kozo (Jóravaló fiú, 1929)
- Kekkon-gaku njumon (Házassági alapismeretek, 1930)
- Hogaraka ni ajume (Sétáljon jókedvűen!, 1930)
- Rakudai va sitakeredo… (Megbuktam a vizsgán, de…, 1930)
- Szono jo no cuma (Az az éjszakai asszony, 1930)
- Erogami no onrjo (Erosz bosszúszelleme, 1930)
- Asi ni szavatta koun (A szerencse a lábam előtt hevert, 1930)
- Odzsoszan (Kisasszony, 1930)
- Sukudzso to hige (A hölgy és uszálya, 1931)
- Bidzsin aisu (Egy szép nő gondjai, 1931)
- Tókjó no gasso (Tokiói kórus, 1931)
- Haru va gofudzsin kara (A nők hozzák a tavaszt, 1932)
- Umarete va mitakeredo… (Megszülettem, de…, 1932)
- Szeisun no jume imaizuko (Hová tűntek az ifjúkori álmok?, 1932)
- Mata au hi made (Legközelebbi találkozásunkig, 1932)
- Tókjó no onna (Tokiói asszony, 1933)
- Hidzsoszen no onna (Harcos asszony, 1933)
- Dekigokoro (Csapongó képzelet, 1933)
- Haha o kovazuja (Szeresd anyádat, 1934)
- Ukikusza monogatari (Vízsodorta fűszálak története, 1934)
- Hakoiri muszume (Szűzlány, 1935)
- Tókjó no jado (Tokiói szállás, 1935)
- Daigaku joitoko (Egyetemre járni jó, 1936)
- Hitori muszuko (Az egyetlen fiú, 1936)
- Sukudzso va nani o vaszuretaka (Mit felejtett el a nő?, 1937)
- Todake no kjodai (A Toda testvérek, 1941)
- Csicsi ariki (Íme, egy apa, 1942)
- Nagaja sinsiroku (Társasházi élettörténetek, 1947)
- Kaze no dzsaka mendori (Tyúk a szélben, 1948)
- Bansun (Tavaszutó, 1949)
- Munakata simai (A Munakata nővérek, 1950)
- Bakusu (Kora nyár, 1951)
- Ocsazuke no adzsi (Az ocsazuke íze, 1952)
- Tókjó monogatari (Tokiói történet, 1953)
- Szosun (Kora tavasz, 1956)
- Tókjó bosoku (Tokiói alkonyat, 1957)
- Higanbana (A napéjegyenlőség virága, 1958)
- Ohajó (Jó reggelt!, 1959)
- Sodródó emberek (Ukikusza, 1959)
- Akibijori (Őszutó, 1960)
- Kohajagava-ke no aki (A Kohajagava család ősze, 1961)
- Szamma no adzsi (A szaké íze, 1962)

## Külső hivatkozások
- Ozu filmjei
- Karátson Gábor: Ozu esküvői
- Kézdi-Kovács Zsolt: Ozu tanítómester
- Ázsiafilm.hu

## További magyar nyelvű szakirodalom
- Paul Schrader: A transzcendentális stílus a filmben (Ozu / Bresson / Dreyer), {Szerzőifilmes Könyvtár 2. kötet}, Francia Új Hullám Kiadó, Budapest, 2011.